# PICC-Katheter

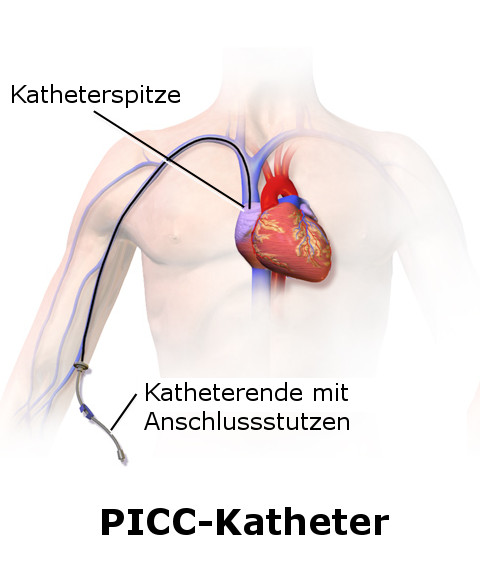
Anatomische Lageskizze eines PICC-Katheters

Der PICC (PICC, Peripherally Inserted Central venous Catheter = peripher eingeführter zentralvenöser Katheter, auch PICC-Line) ist ein erstmals 1975 beschriebener zentralvenöser Zugang, bei dem der zentrale Venenkatheter über eine Vene des Oberarms eingeführt wird. PICCs werden für die Medikamentengabe, die Blutentnahme sowie die Hochdruckinjektion von Kontrastmitteln eingesetzt. PICCs stellen aufgrund ihrer geringeren Komplikationsrate und höheren Verweildauer eine Alternative zum zentralen Venenkatheter (ZVK) dar. Sie werden vor allem in der mittelfristigen intravenösen Therapie (1 bis 3 Monate) angewandt. PICCs können zur häuslichen Behandlung genutzt werden.

## Material und Verwendung

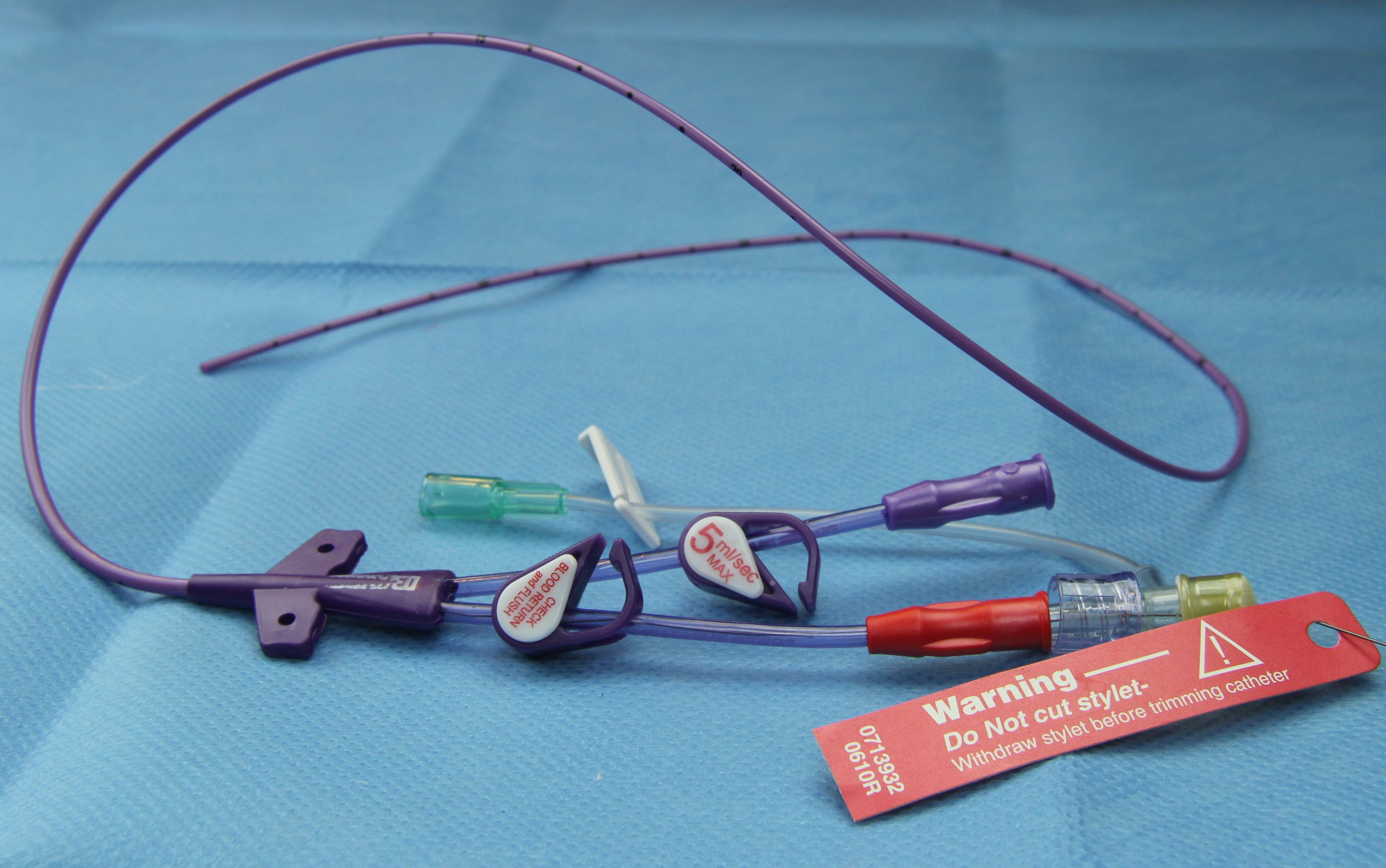
Zweilumiger PICC-Katheter aus Polyurethan

PICCs sind dünne flexible Kunststoffschläuche mit einem Durchmesser von 3–6 French (1,0–2,0 mm). Der Eintritt der PICCs in das Venensystem findet im Bereich der tiefen Oberarmvenen statt. Die Katheterspitze liegt im Bereich des Übergangs der oberen Hohlvene in den rechten Herzvorhof. Die Länge wird jeweils individuell an den Patienten angepasst. PICCs eignen sich sowohl für die Blutentnahme als auch für die Gabe von Medikamenten. Spezielle PICCs sind auch für die Hochdruckinjektion (bis 4 ml/s und bis zu einem Druck von 325 psi) von Kontrastmitteln in der Computertomographie (CT) oder Magnetresonanztomographie (MRT) zugelassen. PICCs haben den Vorteil, dass sie relativ leicht zu implantieren, aber auch leicht zu entfernen sind. Sie werden vor allem in der mittelfristigen zentralvenösen Therapie (1–3 Monate) angewandt. Da die Katheter peripher eingeführt werden, muss bei der Implantation nicht so kritisch auf eine gute Blutgerinnung geachtet werden.
Die konventionellen Katheter bestehen aus Polyurethane. Zuletzt wurden neue Katheter vermarktet, deren Oberfläche beschichtet ist, um Keime abzuhalten oder eine Verklebung von Blutplättchen (Thrombozyten-Adhäsion) zu vermindern, wozu hydrophobe teils fluoridierte Materialien oder Chlorhexidin-Beschichtungen verwendet werden. In einer großen prospektiven randomisierten klinischen Studie an australischen Kliniken wurde bei über 1000 Erwachsenen und Kindern kein Vorteil für hydrophobe oder Chlorhexidin-beschichtene Katheter gefunden.

## Implantation eines PICC

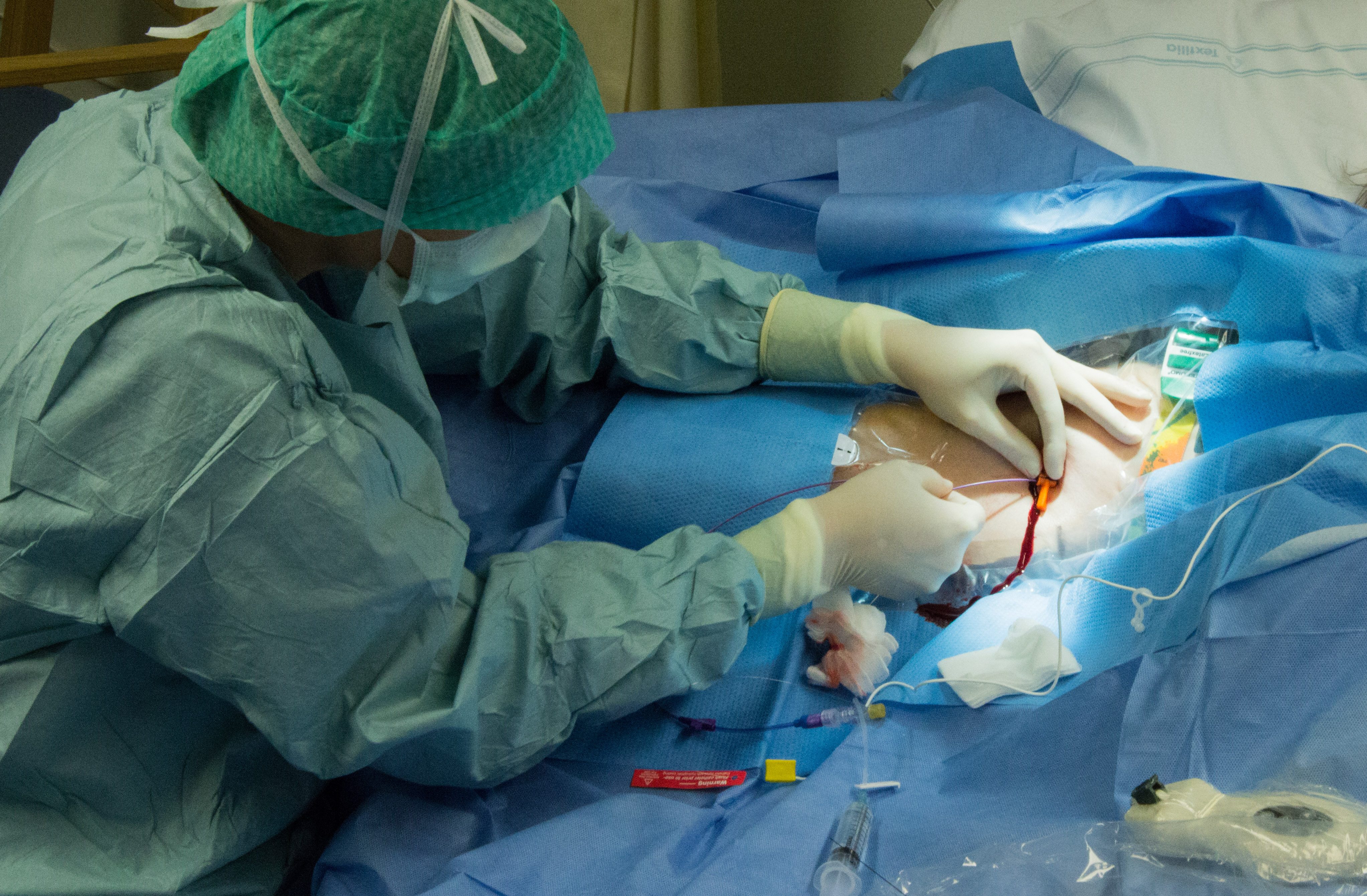
Implantation eines PICC-Katheters

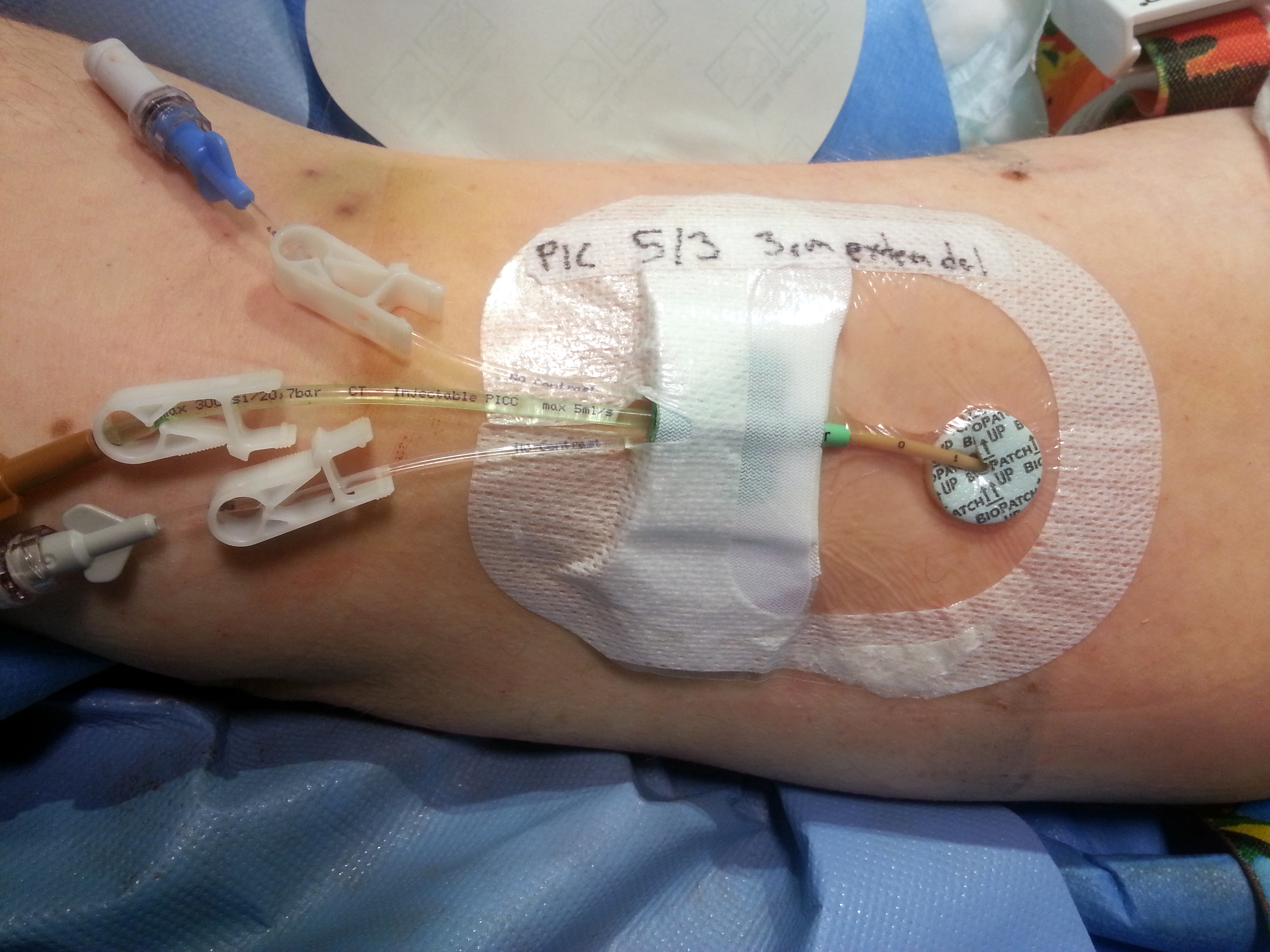
Eintrittsstelle eines dreilumigen PICC-Katheters am rechten Oberarm, mit transparentem, sterilem Verband abgedeckt

PICCs werden in örtlicher Betäubung und unter Ultraschall- sowie Röntgenkontrolle gelegt. Hierzu wird eine oberflächliche (Vena basilica) oder tiefe (Vena brachialis) Vene des Oberarms mit einer Kanüle punktiert und anschließend der Katheter in sogenannter Seldinger-Technik, also mit Hilfe eines Führungsdrahts, in die Vene eingelegt. An der Eintrittsstelle am Oberarm kurz oberhalb der Ellenbeuge wird der Katheter mit einer speziellen Haftplatte fixiert und mit einem transparenten sterilen Verband abgedeckt.
Im Gegensatz zu den anderen zentralvenösen Kathetern wird bei der PICC-Implantation eine Vene des Oberarms unter Ultraschallkontrolle punktiert und nicht eine zentrale Vene. Von daher sind bei der Implantation deutlich weniger Komplikationen zu befürchten. Ein PICC kann daher auch bei kritisch kranken Patienten oder Patienten mit schlechter Gerinnung gelegt werden. Durch die Kombination aus sonographisch gesteuerter Venenpunktion und röntgengesteuerter Platzierung des PICC-Katheters können die möglichen Risiken weiter reduziert werden.

## Komplikationen
Mögliche Komplikationen sind die Blutung und die Ausbildung eines Blutergusses, die Fehlpunktion der Oberarmschlagader und die Punktion eines Nervs. Darüber hinaus können im weiteren Verlauf eine Infektion oder Ausbildung eines Abszesses sowie eine Thrombose der Vene oder des Katheters auftreten.

## Pflege
PICCs werden regelmäßig mit 0,9%iger Kochsalzlösung gespült. Die Haftplatte des PICC und der sterile Verband werden wöchentlich gewechselt. Bei entsprechender Pflege und sofern keine Komplikationen auftreten, kann ein PICC auch länger als drei Monate belassen werden.